# Corticiales
Ordre
Les Corticiales constituent un ordre des champignons basidiomycètes, qui comporte trois familles: les Corticiaceae, les Punctulariaceae et les Vuilleminiaceae.

## Systématique
L'ordre des Corticiales ne comportait qu'une famille, les Corticaceae. L'ordre a été établi en 2007 par le Suédois mycologue Karl-Henrik Larsson, basé sur de la recherche phylogénétique moléculaire. Ils ont une distribution cosmopolite. Bien que les limites précises de l'ordre et de ses familles constituantes ne soit pas encore parfaitement définies, il comprend maintenant trois familles: les Corticiaceae ainsi que les familles monogéniques des Punctulariaceae et Vuilleminiaceae, saprophages anciennement classés comme genre.

## Caractéristiques
Dans la classe des Agaricomycètes, l'ordre est surtout composé de champignons corticioïdes, mais comprend également des espèces agaricoïdes présentant des anomalies, comme Marchandiomphalina foliacea. Les espèces de cet ordre sont généralement saprotrophes, la plupart d'entre elles pourrissant le bois, mais plusieurs sont parasites des herbes ou des lichens.

## Spécificité économique
De ceux qui présentent une importance économique il faut noter fuciformis Laetisaria, un pathogène des céréales, et Waitea circinata, la cause d'une maladie du gazon, souvent repérée sur les greens en Poa européens et néozélandais.

## Taxonomie des Corticiales

### Famille des Corticiaceae

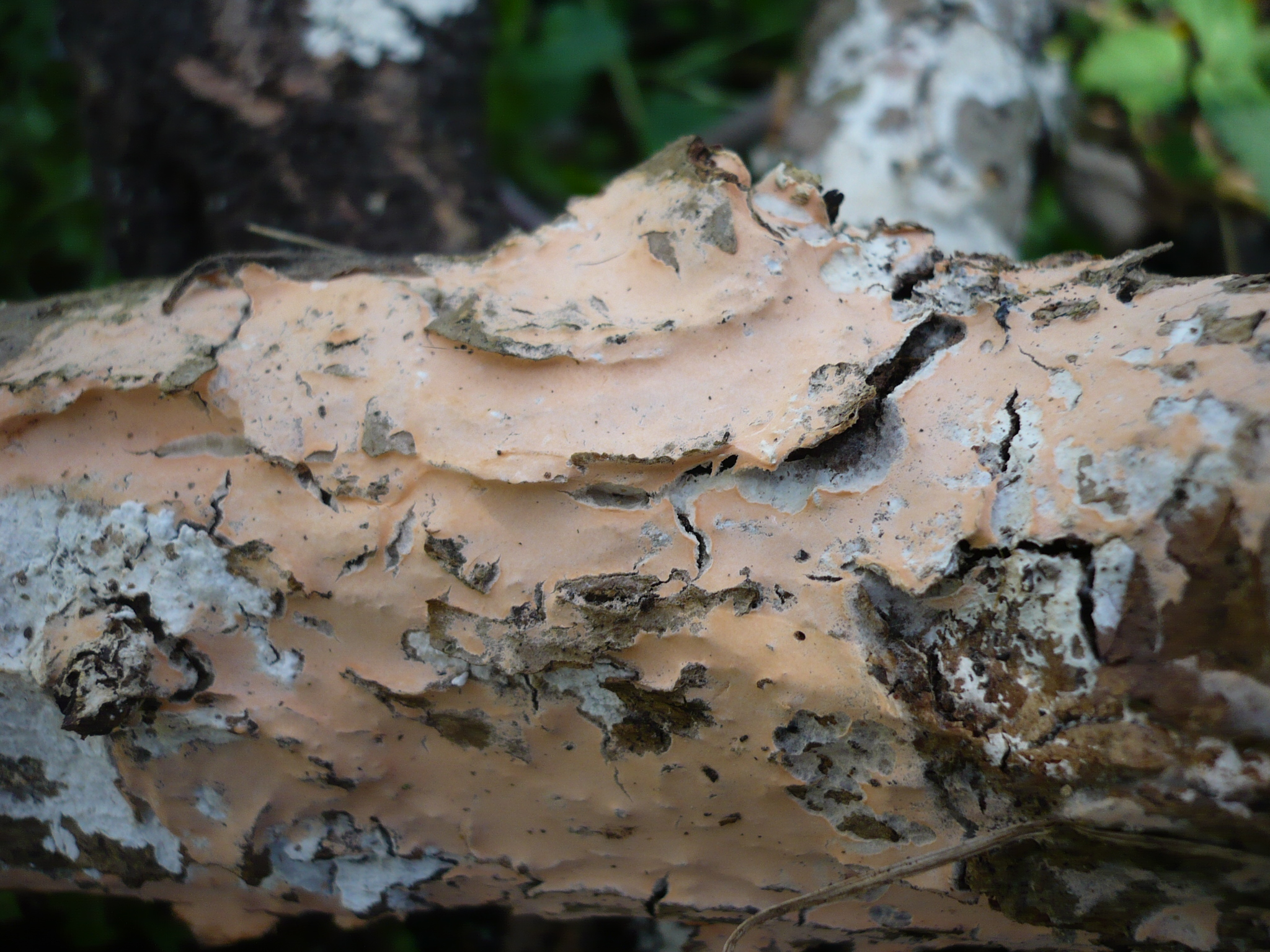
Le genre Erythricium

- genre Acantholichen
  - Acantholichen pannarioides
- genre Ambivina
  - Ambivina filobasidia
- genre Amylobasidium
  - Amylobasidium tsugae
- genre Corticirama
  - Corticirama berchtesgadensis
  - Corticirama petrakii
- genre Corticium
  - 36 espèces
- genre Cytidia
  - 6 espèces
- genre Dendrocorticium
  - Dendrocorticium piceinum
  - Dendrocorticium polygonioides
  - Dendrocorticium violaceum
- genre Dendrodontia
  - Dendrodontia bicolor
- genre Dendrophysellum
  - Dendrophysellum amurense
- genre Dendrothele
  - 38 espèces
- genre Erythricium
  - Erythricium chaparralum
  - Erythricium hypnophilum
  - Erythricium laetum
- genre Galzinia
  - 9 espèces
- genre Hemmesomyces
  - Hemmesomyces puauluensis
- genre Laetisaria
  - Laetisaria agaves
  - Laetisaria arvalis
  - Laetisaria fuciformis
- genre Leptocorticium
  - cinq espèces
- genre Licrostroma
  - Licrostroma subgiganteum
- genre Limonomyces
  - Limonomyces culmigenus
  - Limonomyces roseipellis
- genre Marchandiobasidium
  - Marchandiobasidium aurantiacum
- genre Marchandiomphalina
  - Marchandiomphalina foliacea
- genre Marchandiomyces
  - cinq espèces
- genre Melzerodontia
  - Melzerodontia aculeata
  - Melzerodontia rasilis
  - Melzerodontia udamentiens
- genre Michenera
  - Michenera artocreas
- genre Mutatoderma
  - Mutatoderma brunneocontextum
  - Mutatoderma heterocystidiatum
  - Mutatoderma mutatum
  - Mutatoderma populneum
- genre Nothocorticium
  - Nothocorticium patagonicum
- genre Papyrodiscus
  - Papyrodiscus ferrugineus
- genre Ripexicium
  - Ripexicium spinuliferum
- genre Tretopileus
  - Tretopileus indicus
  - Tretopileus opuntiae
  - Tretopileus sphaerophorus
- genre Waitea
  - Waitea circinata
  - Waitea nuda

### Famille desPunctulariaceae
- genre Punctularia
  - Punctularia atropurpurascens
  - Punctularia strigosozonata

### Famille desVuilleminiaceae
- genre Vuilleminia
  - 11 espèces